# ليو بيكلاند
ليو بيكلاند (بالإنجليزية: Leo Hendrik Baekeland)‏ (14 نوفمبر 1863 في جينت - 23 فبراير 1944 في بايكون، نيويورك) كان كيميائي ومخترع أمريكي.
درس ليو في جامعة غنت ببلجيكا وتخرج منها عام 1882، أصبح بعدها أستاذا في مادة الكيمياء في نفس الجامعة بين عامي 1882 و1889، انتقل بعدها إلى الولايات المتحدة الأمريكية عام 1889 وعاش في نيويورك.
قام ليو بين عامي 1905 و1907 بتطوير أول كتلة من الباكيليت، كما طور أيضا وسيلة تظهر الأفلام الضوئية الفوتوغرافية.

## روابط خارجية
- ليو بيكلاند على موقع الموسوعة البريطانية (الإنجليزية)
- ليو بيكلاند على موقع الموسوعة البريطانية (الإنجليزية)
- ليو بيكلاند على موقع إن إن دي بي (الإنجليزية)